# Кривоносово (Воронежская область)
Кривоносово — село в Россошанском районе Воронежской области.
Входит в состав Кривоносовского сельского поселения, административным центром которого является.

## География
Село Кривоносово находится на юге Россошанского района Воронежской области. Имеет границы с Белгородской областью и Украиной. По территории села протекает небольшая река Студенок.
Местность холмистая, вокруг села растут небольшие дубовые леса. Из диких животных встречаются лоси, кабаны, косули, лисы, зайцы, бобры, сурок байбак, волки.

### Улицы
- ул. Берёзовая,
- ул. Больничная,
- ул. Дзержинского,
- ул. Димитрова,
- ул. Заречная,
- ул. Мира,
- ул. Студёная,
- ул. Тельмана,
- ул. Чапаева.

## История
В селе имеется церковь Параскевы Пятницы.
Храм Параскевы Пятницы был не первым в селе. До этого была построена небольшая деревянная церковь, которая находилась на месте нынешней Кривоносовской участковой больницы. Дата её открытия не установлена.
По рассказам старожилов, церковь Параскевы Пятницы была заложена в 10 пятницу по Пасхе в 1801 году. В краеведческом музее сохранилась ведомость о церкви за 1913 год. В то время церковь состояла в Богучарском уезде в Воронежской епархии в слободе Кривоносовой. Согласно вышеуказанной ведомости церковь была построена в 1869 году.